# Tenuipalpus mallotae
Tenuipalpus mallotae är en spindeldjursart som beskrevs av Mohanasundaram 1983. Tenuipalpus mallotae ingår i släktet Tenuipalpus och familjen Tenuipalpidae. Inga underarter finns listade i Catalogue of Life.